# 松澤太郎
松澤 太郎（まつざわ たろう、1912年（大正元年）12月26日 - 2007年（平成19年）3月11日）は、昭和期の機械技術者、政治家。
長野県飯田市長。

## 来歴
長野県下伊那郡上飯田村（現飯田市）で、松澤茂雄、寿美の長男として生まれた。旧制飯田中学（長野県飯田高等学校）、旧制松本高等学校理科甲類を経て、1938年（昭和13年）3月、京都帝国大学工学部機械工学科を卒業。
石川島芝浦タービンから1950年（昭和25年）芝浦ミシンに転職し、1955年（昭和30年）退社。飯田市商工観光課工業指導事務嘱託を経て、1956年（昭和31年）飯田市教育長、1964年（昭和39年）飯田市総務部長となり、1968年（昭和43年）に退職。
1972年（昭和47年）10月に飯田市長選挙に当選し、1988年（昭和63年）10月まで4期務めて引退した。この間、教育振興、福祉の充実、生活環境整備に尽力した。また飯伊地域広域市町村圏協議会長、信越放送取締役を務めた。